# Albert Murray, Baron Murray of Gravesend
Albert James Murray, Baron Murray of Gravesend (* 9. Januar 1930; † 10. Februar 1980) war ein britischer Politiker der Labour Party, der einige Jahre Abgeordneter des House of Commons und anschließend als Life Peer Mitglied des House of Lords sowie Mitglied des Europäischen Parlaments war.

## Leben

### Unterhausabgeordneter und Juniorminister
Bei den Unterhauswahlen am 15. Oktober 1964 wurde Murray als Kandidat der Labour Party im Wahlkreis Gravesend in Kent zum Abgeordneten in das House of Commons gewählt. Bei dieser Wahl konnte er sich mit 26.074 Stimmen (45,41 Prozent) gegen den bisherigen Wahlkreisinhaber der Conservative Party, Peter Michael Kirk, durchsetzen, auf den 25.326 (44,11 Prozent) entfielen. Er blieb Mitglied des Unterhauses bis zu bei den Unterhauswahlen am 18. Juni 1970, als er mit 28.711 Stimmen (44,95 Prozent) gegen seinen Herausforderer von den konservativen Tories, Roger White, verlor, der 29.924 Wählerstimmen (46,85 Prozent) bekam, und den er bei den Unterhauswahlen vom 31. März 1966 mit 30.276 Stimmen (49,75 Prozent) zu 25.484 Stimmen (41,88 Prozent) noch deutlich geschlagen hatte. 
Während der Amtszeit von Premierminister Harold Wilson war er zwischen 1965 und 1969 Parlamentarischer Privatsekretär (Parliamentary Private Secretary), und zwar zunächst eines Staatsministers im Handelsministerium (Board of Trade) sowie anschließend von 1968 bis 1969 bei einem Staatsminister im Technologieministerium. Zuletzt fungierte er vom 13. Oktober 1969 bis zum Ende von Wilsons Amtszeit am 18. Juni 1970 als Parlamentarischer Sekretär im Transportministerium und gehörte als solcher zu den engsten Mitarbeitern von Transportminister Frederick Mulley.

### Oberhausmitglied und Mitglied des Europäischen Parlaments
Durch ein Letters Patent vom 28. Juni 1976 wurde er als Baron Murray of Gravesend, of Gravesend in the County of Kent, zum Life Peer im Sinne des Life Peerages Act 1958 erhoben und war dadurch bis zu seinem Tod Mitglied House of Lords. Seine offizielle Einführung ins House of Lords erfolgte am 29. Juni 1976 mit Unterstützung durch Beatrice Serota, Baroness Serota und Anthony Greenwood, Baron Greenwood of Rossendale.
Am 20. Oktober 1976 wurde Murray vom Parlament des Vereinigten Königreichs zum Mitglied des Europäischen Parlaments ernannt und gehörte diesem zunächst bis zum 28. Februar 1978 sowie erneut vom 30. Juni 1978 bis zur ersten Europawahl 1979 an.